# Aedicira foliata
Aedicira foliata är en ringmaskart som beskrevs av Imajima 1973. Aedicira foliata ingår i släktet Aedicira och familjen Paraonidae. Inga underarter finns listade i Catalogue of Life.